# Bob, Agente de Hydra
Bob, Agente de Hydra (Robert Dobalina) es un personaje ficticio que aparece en los cómics estadounidenses publicados por Marvel Comics. El personaje se representa como un antihéroe y un compañero de Deadpool. Un antiguo miembro de la agencia terrorista Hydra, desertó para ayudar a Wade Wilson, pero mantuvo su uniforme de Hydra.
Bob tiene un cameo en la película de 2016 Deadpool, donde es interpretado por Rob Hayter.

## Historial de publicaciones
Bob apareció por primera vez en Cable & Deadpool # 38 (mayo de 2007) y fue creado por el escritor Fabian Nicieza y el artista Reilly Brown.

## Biografía ficticia
Bob, un joven cobarde, fue persuadido de unirse a la organización criminal Hydra por su esposa, Allison, quien lo acusó de no poder tener un trabajo estable. La idea de una carrera estable con un plan dental también atrajo a Bob, aunque se sintió decepcionado al descubrir que Hydra no ofrece servicios dentales completos como Advanced Idea Mechanics (AIM). Durante el asalto de Deadpool a Hydra para rescatar al Agente X capturado, se encontró con Bob y obligó a Bob a ayudarlo. Bob dudaba, ya que Hydra no lo permitiría volver a la organización después de haberlos traicionado, pero Deadpool, en la época de cuatro pulgadas de alto, lo torturó con una tarjeta de seguridad hasta que cedió. Luego obligó a Bob a llevarlos a un lugar seguro en uno de los aviones de Hydra, aunque Bob no sabía cómo pilotear un avión.
Después de que Deadpool, el Agente X y Bob regresaron a los Estados Unidos, encontraron a Outlaw y Sandi desaparecidos. Bob acompañado Deadpool en su misión de salvar a las chicas y, posteriormente, se convirtió en un miembro honorario de la Agencia X. Él continúa trabajando con el grupo en sus diversas misiones, y se le conoce como "Minion" (o "Mascota") de Deadpool. Durante una redada en la misma base Hydra que Deadpool lo secuestró, en un intento de salvar a Comadreja de Wolverine, Bob recibió un disparo en la pierna. La comadreja se había quedado atrás en la redada que Bob había recogido. Deadpool sabía que, cuando Wolverine apuntaba a la base, las posibilidades de supervivencia de Comadreja eran escasas. Cuando Wolverine corta la cabeza de Deadpool, Bob la vuelve a colocar para que el factor de curación de Deadpool tenga efecto. Al final del incidente, la mayoría de los excompañeros de trabajo de Bob son asesinados. Comadreja envía el resto a la prisión utilizando la tecnología de teletransportación. Comadreja salva a los demás con la tecnología de teletransportación, pero luego funciona mal. Deadpool y Bob son enviados al pasado, donde ayudan al Capitán América y a Bucky a detener a Arnim Zola. Después de esa aventura, Bob acompañó a Deadpool en una misión a través de varias dimensiones para ayudarlo. El Doctor Strange salva la realidad después de que fue dañada por la magia de novatos de T-Ray.
Bob también viajó con Deadpool y Comadreja a la Tierra Salvaje, donde huyó de una variedad de dinosaurios. Deadpool intentó teletransportar a los dinosaurios a Genosha como una broma a Magneto, pero en su lugar, fueron enviados a la Embajada de Genoshan en el centro de Manhattan, infectados con los alienígenas simbiontes responsables de Venom y Carnage. Durante la batalla resultante, el intento de Bob de huir causó accidentalmente la muerte de una de las criaturas mientras un equipo de noticias observaba. Pensando que sus acciones fueron intencionales, entrevistaron a Bob, quien afirmó que la 'H' en su uniforme significaba "Héroe". Luego recibió un mensaje de texto de Allison, quien había visto los eventos en las noticias y pensó que estaba de moda. Bob es visto mirando televisión con Deadpool y su elenco de reparto cuando termina la serie.
Bob es visto más tarde ayudando a Deadpool a derrotar a Tiburón Tigre. Cuando Deadpool le dice a Bob que le lance un rifle, Bob no lo lanza lo suficientemente lejos. El rifle cae al agua, donde Tiburón Tigre está esperando, y Bob cae al agua. Deadpool salva a Bob en el último segundo y pueden superar a Tiburón Tigre por un tiempo, aunque Bob recibe un disparo en la mano de Deadpool. Bob le explica a Deadpool que junto con Tiburón Tigre fueron contratados por Norman Osborn. Deadpool pronto se da cuenta de que el Duende Verde le robó durante el apogeo de la Invasión Secreta contra los Skrulls.
Más tarde, Bob es llamado por Deadpool para que se una a él y se convierta en un pirata. Bob abandona a su esposa para contestar la llamada. Debido a las fuertes palizas, se queda atrapado como el loro de Deadpool. Con la falta de habilidades de navegación de Deadpool, se pierden en el mar durante seis semanas y Bob desarrolla escorbuto (o posiblemente un golpe de calor). Bob intenta obtener ayuda de Kalani, un empleado de información hermoso y ciego en Jallarka, una isla tropical que los dos planeaban "piratear". Bob se complace en verse obligado a pasar tiempo con esta dama cuando la locura de Deadpool le hace exigir su compañía platónica a cambio de salvar la isla de otros piratas. Ella se complace en hacer este intercambio. Los tres trabajan juntos y matan a todos los piratas. Kalani se enamora de Bob y le pide que se quede con ella, pero su lealtad de marido es demasiado fuerte. Sin embargo, se ve obligado a quedarse atrás mientras Deadpool abandona a Bob y Kalani con una caja de oro y reflexiones sobre cómo quiere ayudar a las personas en lugar de robarlas.
Durante la historia de World War Hulks, Bob usa una plataforma de tiempo para enviar a Hulkpool (un Deadpool de potencia gamma) a tiempo para matar a Deadpool. Desafortunadamente, lo envía a una realidad alternativa donde Thing es Barbanegra. Bob intenta corregir los errores y termina transportando dinosaurios a esa realidad. Más errores en esa línea de tiempo hacen que Bob sea reverenciado como un Dios todopoderoso por la totalidad de la Tierra moderna.
Bob se pone del lado equivocado de una guerra de pandillas entre Tombstone y Kingpin. Desesperado por salvar la vida de su amigo, Deadpool lucha contra X-Force, que intentaban derribarlo. Acuerdan dejar a Deadpool solo cuando se dan cuenta de que simplemente está tratando de salvar a Bob.
Bob ayuda a Deadpool cuando un viejo enemigo amenaza toda la realidad. La eliminación de 'T-Ray' había causado una ruptura mágica a través de múltiples reinos, por lo que el Doctor Strange envía a Deadpool y Bob a través de dichos reinos; Su misión requiere un monstruo asesinado en cada uno. Deadpool usualmente termina salvando la vida de Bob en cada reino también.
Después de dos años de ausencia, Deadpool vuelve a llamar a Bob para ayudar a asegurar una ruta de escape para él y para Shiklah. A pesar de que inicialmente se sintió ofendido por la prolongada ausencia de Deadpool, él acepta ayudar, de alguna manera consigue que un transportista HYDRA secuestre (y así salve) a la pareja. Sin embargo, el trío es secuestrado por MODOK, interesado en los poderes de succubus de Shiklah.
Se las arreglan para escapar, pero en el proceso Bob obtiene sus piernas muy aplastadas y, mientras Shiklah le pide su seguridad, Deadpool se compromete a llevarlo a una clínica veterinaria al principio, luego a un hospital real. Se recupera lo suficiente para ayudar a Deadpool a defenderse de las fuerzas de Drácula, usando una silla MODOK robada para moverse en sus piernas rotas. Finalmente logra recuperarse por completo, asistiendo al matrimonio de Wade y Shiklah.
Mucho más tarde, una misteriosa conspiración se basa en los cuidados de Deadpool. Esto le da a Bob una fuerte paliza.
Más tarde, Bob es el anfitrión de un Madcap devuelto, parcialmente regenerado después de vaporizarse. Se encerró dentro de Bob y lo obligó a ayudarlo en su venganza contra Deadpool. Madcap se separó de Bob para unirse a Deadpool.
Bob está de nuevo trabajando para Deadpool; él ayuda a Negasonic Teenage Warhead a llevar a Deadpool al reino de Mundo Extraño que desafía la física.

## Poderes y habilidades
Bob no tiene superpoderes y no tiene entrenamiento en combate o habilidades tácticas. El entrenamiento que Hydra da a sus secuaces parece estar enfocado principalmente en escapar y esconderse cuando se enfrenta a un peligro, convirtiendo a Bob en una parodia de los secuaces de los cañones de forraje que se ve frecuentemente trabajando para organizaciones malvadas en cómics. Incluso este entrenamiento parece inútil, ya que Bob ha citado lecciones de Hydra como "Ocultarse uno detrás del otro" y "Si no puedo verlas, no pueden verme". Deadpool ha dicho que Bob es mejor escapando que nadie que haya visto.
Bob tiene un miedo patológico arraigado en él de ciertos personajes que son enemigos particularmente devastadores de Hydra. Entre estos están el Capitán América, Wolverine y Elektra. Cabe destacar que Bob mencionó que Hydra entrena específicamente a sus secuaces para que huyan lo más rápido posible al escuchar el distintivo sonido "snikt" de las garras de Wolverine. Cuando está estresado, tiene tendencia a gritar "¡Hail, Hydra!" y otra propaganda de la organización como "¡Cortar una cabeza y dos más tomarán su lugar!"
A pesar de su incompetencia, a veces Bob tiene suerte. Fue capaz de volar un avión a larga distancia a pesar de no tener conocimiento de cómo hacerlo, y mató por accidente a un dinosaurio simbionte mientras huía de él. También fue capaz de salvar la vida de Deadpool durante una batalla con Wolverine quedándose para volver a unir su cabeza a pesar de su cobardía. A pesar de que es inútil en una pelea, Deadpool parece deleitarse en llevarlo a misiones peligrosas, aparentemente para su propia diversión. Bob está de acuerdo con él, aunque no está claro si esto es porque le teme a Wade o si realmente lo considera un amigo, o porque es un súbdito comprometido y no sabe qué más hacer.
A pesar de sus defectos y su cobardía, la fuerza de Bob reside en que él es un amigo dedicado, desafiando sus propios miedos para ayudar a sus amigos.

## Otras versiones

### Identity Wars
En un universo alternativo visitado por Deadpool, Hulk y Spider-Man, Bob es un lacayo de traje rojo de esa versión de Wade Wilson, un poderoso señor de la ciudad de Nueva York. Sintiendo la necesidad de eliminar el imperio asesino de su rival, Deadpool se mata a través de los hombres de su contraparte; Bob es aplastado debajo de una viga.

### Marvel Max
En Deadpool Max, Bob es un agente de la CIA y el renuente manejador del desquiciado Deadpool, encargado de mantener la fachada que se asigna a las misiones de Deadpool, todo implica de alguna manera derribar a la organización terrorista completamente ficticia Hydra.

## En otros medios

### Cine
- Bob aparece como uno de los secuaces de Ajax en la película de 2016 Deadpool, acción en vivo, interpretado por Rob Hayter. No se afirma que él sea miembro de Hydra en esta versión, ya que los derechos cinematográficos de Hydra están en manos de Marvel Studios.[25] Durante una pelea con los hombres de Ajax, Deadpool reconoció a Bob durante la pelea y simplemente lo noquea en lugar de matarlo. Se desconoce si sobrevivió a la última explosión de Negasonic Teenage Warhead que causó que el casco rodara sobre la lucha de incendios y todo en el área inmediata.

### Videojuegos
- Bob aparece en el final de Deadpool en Ultimate Marvel vs. Capcom 3, celebrando la victoria de Wade sobre Galactus.
- Bob aparece como un mini jefe opcional en el Capítulo 1 de Marvel Heroes.
- Bob aparece como un villano en una de las Batallas Heroicas en Marvel: Avengers Alliance.